# Mistrovství Československa v orientačním běhu 1980
Mistrovství Československé socialistické republiky v orientačním běhu proběhlo v roce 1980 ve třech individuálních a jedné týmové disciplíně.

## Mistrovství ČSSR na dlouhé trati
| Datum závodu   | 3. 5. 1980 |  | Místo konání    | Bratislava - Devínská Kobyla |  | Pořadatel       | Farmaceut Bratislava                                        |
| Ředitel závodu | Juraj Nagy |  | Hlavní rozhodčí | Pavol Krišpinský             |  | Stavitelé tratí | Pavol Krišpinský, Karol Valovič, Štefan Máj, Jaroslav Piják |
| Název mapy     | Kútiky II. |  | Web závodu      |                              |  | Výsledky závodu |                                                             |

| Zkrácené výsledky             | Zkrácené výsledky       | Zkrácené výsledky          | Zkrácené výsledky       | Zkrácené výsledky       | Zkrácené výsledky | Zkrácené výsledky              | Zkrácené výsledky               | Zkrácené výsledky       | Zkrácené výsledky       |
| Pořadí                        | H21 – muži              | H21 – muži                 | H21 – muži              | H21 – muži              | Pořadí            | D21 – ženy                     | D21 – ženy                      | D21 – ženy              | D21 – ženy              |
| ----------------------------- | ----------------------- | -------------------------- | ----------------------- | ----------------------- | ----------------- | ------------------------------ | ------------------------------- | ----------------------- | ----------------------- |
| Zlatá medaile                 | Petr Uher               | OK Jiskra Nový Bor         | 2:33:45                 |                         | Zlatá medaile     | Dobra Janotová                 | USK Praha                       | 1:38:15                 |                         |
| Stříbrná medaile              | Jaroslav Kačmarčík      | TJ Jičín                   | 2:38:14                 | +4:29                   | Stříbrná medaile  | Ada Kuchařová                  | KOS TJ Tesla Brno               | 1:47:55                 | +9:40                   |
| Bronzová medaile              | Pavel Ditrych           | USK Praha                  | 2:38:44                 | +4:59                   | Bronzová medaile  | Olga Kopová                    | Slovensko                       | 1:49:49                 | +11:34                  |
| 4                             | Luděk Pavelek           | VSK Mendelu Brno           | 2:38:52                 | +5:07                   | 4                 | Zdena Strnadlová               | KOB Směr Kroměříž               | 1:55:22                 | +17:07                  |
| 5                             | Robert Zdráhal          | VSK VŠB TU Ostrava         | 2:39:13                 | +5:28                   | 5                 | Anna Gavendová                 | TJ TŽ Třinec                    | 1:59:13                 | +20:58                  |
| 6                             | Zdeněk Lenhart          | VSK Mendelu Brno           | 2:39:30                 | +5:45                   | 6                 | Marie Sedláčková               | VSK Mendelu Brno                | 2:01:18                 | +23:03                  |
| 7                             | Ondřej Herdegen         | VSK VŠB TU Ostrava         | 2:41:58                 | +8:13                   | 7                 | Ladislava Dvořáková            | USK Praha                       | 2:05:26                 | +27:11                  |
| 8                             | Radek Novotný           | VSK Mendelu Brno           | 2:42:53                 | +9:08                   | 8                 | Šimčíková                      | Slovensko                       | 2:08:23                 | +30:08                  |
| 9                             | Jaroslav Hořínek        | TJ Gottwaldov              | 2:44:18                 | +10:33                  | 9                 | Eva Bártová                    | OOB Vamberk                     | 2:12:28                 | +34:13                  |
| 10                            | Miroslav Bialožyt       | TJ TŽ Třinec               | 2:45:02                 | +11:17                  | 10                | Jana Alberová Svatava Nováková | USK Praha                       | 2:14:55                 | +36:40                  |
| Pořadí                        | H19 – junioři           | H19 – junioři              | H19 – junioři           | H19 – junioři           | Pořadí            | D19 – juniorky                 | D19 – juniorky                  | D19 – juniorky          | D19 – juniorky          |
| Zlatá medaile                 | Jozef Pollák            | VŠK Košice                 | 2:07:46                 |                         | Zlatá medaile     | Soňa Pospíchalová              | OK Jiskra Nový Bor              | 2:03:42                 |                         |
| Stříbrná medaile              | Jiří Hlaváč             | VSK Mendelu Brno           | 2:10:29                 | +2:43                   | Stříbrná medaile  | Iva Kusynová                   | Slavie VŠCHT Pardubice          | 2:12:21                 | +8:39                   |
| Bronzová medaile              | Mikuláš Novota          | Slovensko                  | 2:15:10                 | +7:24                   | Bronzová medaile  | Cimrová                        | VSK ČVUT Fakulta Stavební Praha | 2:20:12                 | +16:30                  |
| Pořadí                        | H17 – starší dorostenci | H17 – starší dorostenci    | H17 – starší dorostenci | H17 – starší dorostenci | Pořadí            | D17 – starší dorostenky        | D17 – starší dorostenky         | D17 – starší dorostenky | D17 – starší dorostenky |
| Zlatá medaile                 | Jan Matyk               | SOOB Spartak Rychnov n.Kn. | 1:50:32                 |                         | Zlatá medaile     | Zdena Doležalová               | OK Jiskra Nový Bor              | 1:54:26                 |                         |
| Stříbrná medaile              | Karel Hovořák           | TJ Zbrojovka Vsetín        | 1:52:18                 | +1:46                   | Stříbrná medaile  | Jana Semeráková                | SOOB Spartak Rychnov n.Kn.      | 1:55:55                 | +1:29                   |
| Bronzová medaile              | Jiří Tišer              | TJ Jičín                   | 1:52:44                 | +2:12                   | Bronzová medaile  | Eva Bacílková                  | TJ Jičín                        | 2:01:41                 | +7:15                   |
| << předchozí • následující >> |                         |                            |                         |                         |                   |                                |                                 |                         |                         |

Souhrnné informace naleznete v článku Mistrovství Československa na dlouhé trati.

## Mistrovství ČSSR v nočním orientačním běhu
| Datum závodu   | 8. 5. 1980     |  | Místo konání    | Hradec Králové - Stříbrný rybník |  | Pořadatel       | Rudá hvězda Hradec Králové |
| Ředitel závodu |                |  | Hlavní rozhodčí |                                  |  | Stavitelé tratí |                            |
| Název mapy     | Stříbrný potok |  | Web závodu      |                                  |  | Výsledky závodu |                            |

| Zkrácené výsledky             | Zkrácené výsledky       | Zkrácené výsledky               | Zkrácené výsledky       | Zkrácené výsledky       | Zkrácené výsledky | Zkrácené výsledky       | Zkrácené výsledky                 | Zkrácené výsledky       | Zkrácené výsledky       |
| Pořadí                        | H21 – muži              | H21 – muži                      | H21 – muži              | H21 – muži              | Pořadí            | D21 – ženy              | D21 – ženy                        | D21 – ženy              | D21 – ženy              |
| ----------------------------- | ----------------------- | ------------------------------- | ----------------------- | ----------------------- | ----------------- | ----------------------- | --------------------------------- | ----------------------- | ----------------------- |
| Zlatá medaile                 | Stanislav Červinka      | VSK ČVUT Fakulta Stavební Praha | 1:00:15                 |                         | Zlatá medaile     | Ada Kuchařová           | KOS TJ Tesla Brno                 | 57:05                   |                         |
| Stříbrná medaile              | Jaroslav Kačmarčík      | TJ Jičín                        | 1:01:47                 | +1:32                   | Stříbrná medaile  | Anna Gavendová          | TJ TŽ Třinec                      | 1:01:25                 | +4:20                   |
| Bronzová medaile              | Luděk Pavelek           | VSK Mendelu Brno                | 1:03:01                 | +2:46                   | Bronzová medaile  | Milena Hanušová         | VSK ČVUT Fakulta Stavební Praha   | 1:01:56                 | +4:51                   |
| 4                             | Jiří Konopáč            | USK Praha                       | 1:04:21                 | +4:06                   | 4                 | Vladimíra Hudečková     | VSK Mendelu Brno                  | 1:05:11                 | +8:06                   |
| 5                             | Miroslav Vykysalý       | USK Praha                       | 1:04:55                 | +4:40                   | 5                 | Kateřina Keclíková      | USK Praha                         | 1:06:23                 | +9:18                   |
| 6                             | Karol Hierweg           | TJ Slávia Farmaceut Bratislava  | 1:05:03                 | +4:48                   | 6                 | Jindra Kozelková        | TJ Lokomotiva Chomutov            | 1:07:45                 | +10:40                  |
| 7                             | Josef Beneš             | TJ Jičín                        | 1:08:22                 | +8:07                   | 7                 | Miroslava Cupáková      | Slavie VŠCHT Pardubice            | 1:08:33                 | +11:28                  |
| 8                             | Pavel Ditrych           | USK Praha                       | 1:08:40                 | +8:25                   | 8                 | Ivana Uhrová            | OK Jiskra Nový Bor                | 1:09:18                 | +12:13                  |
| 9                             | Oldřich Pilc            | KOS TJ Lokomotiva Krnov         | 1:09:45                 | +9:30                   | 9                 | Eva Bártová             | OOB Vamberk                       | 1:10:23                 | +13:18                  |
| 10                            | Jiří Ticháček           | TJ Jičín                        | 1:09:49                 | +9:34                   | 10                | Stanislava Horáčková    | Slavia Liberec orienteering       | 1:15:12                 | +18:07                  |
| Pořadí                        | H19 – junioři           | H19 – junioři                   | H19 – junioři           | H19 – junioři           | Pořadí            | D19 – juniorky          | D19 – juniorky                    | D19 – juniorky          | D19 – juniorky          |
| Zlatá medaile                 | Jiří Hlaváč             | VSK Mendelu Brno                | 59:11                   |                         | Zlatá medaile     | Jiřina Macounová        | USK Praha                         | 59:34                   |                         |
| Stříbrná medaile              | Vladimír Slávik         | TJ Slávia Farmaceut Bratislava  | 1:02:22                 | +3:11                   | Stříbrná medaile  | Jana Macíčková          | Slávia Žilinská univerzita Žilina | 1:04:47                 | +5:13                   |
| Bronzová medaile              | Petr Henych             | VSK ČVUT Fakulta Stavební Praha | 1:03:37                 | +4:26                   | Bronzová medaile  | Soňa Pospíchalová       | OK Jiskra Nový Bor                | 1:06:15                 | +6:41                   |
| Pořadí                        | H17 – starší dorostenci | H17 – starší dorostenci         | H17 – starší dorostenci | H17 – starší dorostenci | Pořadí            | D17 – starší dorostenky | D17 – starší dorostenky           | D17 – starší dorostenky | D17 – starší dorostenky |
| Zlatá medaile                 | Jan Pospíšek            | KOS TJ Tesla Brno               | 54:18                   |                         | Zlatá medaile     | Jana Hlaváčová          | KOS TJ Tesla Brno                 | 36:38                   |                         |
| Stříbrná medaile              | Jaroslav Opletal        | TJ TŽ Třinec                    | 55:13                   | +0:55                   | Stříbrná medaile  | Iveta Schisslerová      | Loko Pezinok                      | 39:15                   | +2:37                   |
| Bronzová medaile              | Libor Slezák            | OOB TJ Slovan Luhačovice        | 56:27                   | +2:09                   | Bronzová medaile  | Pavlína Bacílková       | TJ Jičín                          | 40:23                   | +3:45                   |
| Pořadí                        | H15 – mladší dorostenci | H15 – mladší dorostenci         | H15 – mladší dorostenci | H15 – mladší dorostenci | Pořadí            | D15 – mladší dorostenky | D15 – mladší dorostenky           | D15 – mladší dorostenky | D15 – mladší dorostenky |
| Zlatá medaile                 | Marek Ročejdl           | OK Jiskra Nový Bor              | 37:12                   |                         | Zlatá medaile     | Dagmar Coufalíková      | OOB TJ Slovan Luhačovice          | 30:33                   |                         |
| Stříbrná medaile              | Evžen Harant            | Rudá hvězda Hradec Králové      | 40:23                   | +3:11                   | Stříbrná medaile  | Marcela Belková         | TJ TŽ Třinec                      | 32:41                   | +2:08                   |
| Bronzová medaile              | Roland Tkacz            | TJ TŽ Třinec                    | 42:37                   | +5:25                   | Bronzová medaile  | Jitka Láblerová         | TJ Lokomotiva Praha               | 32:58                   | +2:25                   |
| << předchozí • následující >> |                         |                                 |                         |                         |                   |                         |                                   |                         |                         |

Souhrnné informace naleznete v článku Mistrovství Československa v nočním orientačním běhu.

## Mistrovství ČSSR jednotlivců (klasická trať)
| Datum závodu   | 18. 10. 1980   |  | Místo konání    | Lukov        |  | Pořadatel       | TJ Gottwaldov |
| Ředitel závodu | Miroslav Praus |  | Hlavní rozhodčí | Zdeněk Němec |  | Stavitelé tratí | Zdeněk Úlehla |
| Název mapy     | Svatojánka     |  | Web závodu      |              |  | Výsledky závodu |               |

| Zkrácené výsledky             | Zkrácené výsledky       | Zkrácené výsledky              | Zkrácené výsledky       | Zkrácené výsledky       | Zkrácené výsledky | Zkrácené výsledky       | Zkrácené výsledky          | Zkrácené výsledky       | Zkrácené výsledky       |
| Pořadí                        | H21 – muži              | H21 – muži                     | H21 – muži              | H21 – muži              | Pořadí            | D21 – ženy              | D21 – ženy                 | D21 – ženy              | D21 – ženy              |
| ----------------------------- | ----------------------- | ------------------------------ | ----------------------- | ----------------------- | ----------------- | ----------------------- | -------------------------- | ----------------------- | ----------------------- |
| Zlatá medaile                 | Jaroslav Kačmarčík      | TJ TŽ Třinec                   | 1:39:54                 |                         | Zlatá medaile     | Ada Kuchařová           | KOS TJ Tesla Brno          | 1:13:25                 |                         |
| Stříbrná medaile              | Robert Zdráhal          | VSK VŠB TU Ostrava             | 1:40:18                 | +0:24                   | Stříbrná medaile  | Dobra Janotová          | USK Praha                  | 1:14:15                 | +0:50                   |
| Bronzová medaile              | Radek Novotný           | VSK Mendelu Brno               | 1:41:44                 | +1:50                   | Bronzová medaile  | Kateřina Keclíková      | USK Praha                  | 1:16:39                 | +3:14                   |
| 4                             | Zdeněk Lenhart          | VSK Mendelu Brno               | 1:43:34                 | +3:40                   | 4                 | Olga Kopová             | TJ Rapid Bratislava        | 1:17:48                 | +4:23                   |
| 5                             | Jiří Ticháček           | TJ Jičín                       | 1:45:48                 | +5:54                   | 5                 | Anna Gavendová          | TJ TŽ Třinec               | 1:19:08                 | +5:43                   |
| 6                             | Ivan Hertel             | TJ Gottwaldov                  | 1:46:21                 | +6:27                   | 6                 | Ivana Uhrová            | OK Jiskra Nový Bor         | 1:25:47                 | +12:22                  |
| 7                             | Jiří Konopáč            | USK Praha                      | 1:46:40                 | +6:46                   | 7                 | Eva Bártová             | OOB Vamberk                | 1:26:41                 | +13:16                  |
| 8                             | Karol Hierweg           | TJ Slávia Farmaceut Bratislava | 1:46:41                 | +6:47                   | 8                 | Vladimíra Hudečková     | VSK Mendelu Brno           | 1:27:09                 | +13:44                  |
| 9                             | Antonín Sklenář         | Lokomotiva Olomouc             | 1:47:13                 | +7:19                   | 9                 | Zdena Strnadlová        | KOB Směr Kroměříž          | 1:34:27                 | +21:02                  |
| 10                            | Ondřej Herdegen         | VSK VŠB TU Ostrava             | 1:47:32                 | +7:38                   | 10                | Věra Volfová            | TJ Gottwaldov              | 1:37:48                 | +24:23                  |
| Pořadí                        | H19 – junioři           | H19 – junioři                  | H19 – junioři           | H19 – junioři           | Pořadí            | D19 – juniorky          | D19 – juniorky             | D19 – juniorky          | D19 – juniorky          |
| Zlatá medaile                 | Jiří Hlaváč             | VSK Mendelu Brno               | 1:18:04                 |                         | Zlatá medaile     | Iva Lázničková          | TJ Gottwaldov              | 1:15:21                 |                         |
| Stříbrná medaile              | Vlastimil Uchytil       | OOB TJ Zlaté Hory              | 1:24:12                 | +6:08                   | Stříbrná medaile  | Jana Fialová            | TJ Gottwaldov              | 1:16:13                 | +0:52                   |
| Bronzová medaile              | Jozef Pollák            | VŠK Košice                     | 1:24:16                 | +6:12                   | Bronzová medaile  | Lenka Provázníková      | Rudá hvězda Hradec Králové | 1:21:09                 | +5:48                   |
| Pořadí                        | H17 – starší dorostenci | H17 – starší dorostenci        | H17 – starší dorostenci | H17 – starší dorostenci | Pořadí            | D17 – starší dorostenky | D17 – starší dorostenky    | D17 – starší dorostenky | D17 – starší dorostenky |
| Zlatá medaile                 | Jaroslav Matyk          | SOOB Spartak Rychnov n.Kn.     | 1:01:44                 |                         | Zlatá medaile     | Jana Hlaváčová          | KOS TJ Tesla Brno          | 1:00:54                 |                         |
| Stříbrná medaile              | Milan Kocháň            | TJ Gottwaldov                  | 1:05:22                 | +3:38                   | Stříbrná medaile  | Iveta Schisslerová      | Loko Pezinok               | 1:03:31                 | +2:37                   |
| Bronzová medaile              | Karel Hovořák           | TJ Zbrojovka Vsetín            | 1:05:24                 | +3:40                   | Bronzová medaile  | Zdena Doležalová        | OK Jiskra Nový Bor         | 1:04:22                 | +3:28                   |
| Pořadí                        | H15 – mladší dorostenci | H15 – mladší dorostenci        | H15 – mladší dorostenci | H15 – mladší dorostenci | Pořadí            | D15 – mladší dorostenky | D15 – mladší dorostenky    | D15 – mladší dorostenky | D15 – mladší dorostenky |
| Zlatá medaile                 | Aleš Macháček           | Tempo Praha                    | 56:18                   |                         | Zlatá medaile     | Dagmar Coufalíková      | OOB TJ Slovan Luhačovice   | 45:59                   |                         |
| Stříbrná medaile              | Zdeněk Hostaš           | SOOB Spartak Rychnov n.Kn.     | 59:01                   | +2:43                   | Stříbrná medaile  | Zuzana Juliusová        | Tempo Praha                | 47:16                   | +1:17                   |
| Bronzová medaile              | Petr Vavrys             | OOB TJ Slovan Luhačovice       | 1:01:36                 | +5:18                   | Bronzová medaile  | Marcela Belková         | TJ TŽ Třinec               | 49:12                   | +3:13                   |
| << předchozí • následující >> |                         |                                |                         |                         |                   |                         |                            |                         |                         |

Souhrnné informace naleznete v článku Mistrovství Československa v orientačním běhu na klasické trati.

## Mistrovství ČSSR štafet
| Datum závodu   | 19. 10. 1980    |  | Místo konání    | Karlovice          |  | Pořadatel       | TJ Gottwaldov    |
| Ředitel závodu | Pavel Pastuszek |  | Hlavní rozhodčí | František Navrátil |  | Stavitelé tratí | Jaroslav Hořínek |
| Název mapy     | Hájiny          |  | Web závodu      |                    |  | Výsledky závodu |                  |

Souhrnné informace naleznete v článku Mistrovství Československa v orientačním běhu štafet.